# Командир полка
Комполка и командир полка (полковой командир) — воинское звание (категория [фактически звание]) командира полка, в РККА ВС Советской России и Союза ССР, в 1918−1935 годах, и воинская должность в вооружённых силах многих государств мира.

## Воинское звание
С 1924 года соответствовала служебной категории К6, будучи примерно эквивалентной должности капитана корабля 2-го ранга. Из современных званий примерно соответствует званию полковника.

### Знаки различия
Знак различия:
на петлицах — три шпалы.
| Чин                  | РККА СССР                           | РККА СССР        | РККА СССР       |
| -------------------- | ----------------------------------- | ---------------- | --------------- |
| Петличный знак погон |                                     |                  |                 |
|                      |                                     |                  |                 |
|                      | комполка петличный знак (1919—1924) | … CB (1924—1935) | ... (1935—1940) |

## Должность

### Русское государство и империя
Командир полка или Полковой командир в Вооружённых силах Русского государства и Российской империи имел название воевода, позднее голова (стрелецкий голова-полковник), и воинский чин полковник.
Командир полка — начальник в смысле органа строевого или командного военного управления.

### В Союзе ССР и Российской Федерации
Командир полка (корабля первого ранга) является командиром основной тактической и административно-хозяйственной единицы Вооружённых сил и прямым начальником для всего личного состава полка (корабля первого ранга). Он отвечает за постоянную боевую и мобилизационную готовность полка и успешное выполнение поставленных задач составом полка, за поддержание внутреннего порядка и дисциплины, за сохранность и исправность вооружения, военной техники и имущества, за материально-техническое и бытовое обеспечение, за медицинское обслуживание и безопасность военной службы.
Должность командира полка предусматривает штатное войсковое звание «полковник» (на флоте воинское корабельное — «капитан первого ранга»).  
Комполка жаргонное название должности или самого командира.